# 白羊座TZ
白羊座TZ，即TZ Arietis，是一颗位于白羊座的红矮星。虽然它距离地球只有约14.5光年，但却是非常昏暗，不能以裸眼直接看见。它是一颗耀星，也就是它的亮度可能在短时间内突然增加。

## 行星系統
2019 年6月，科學家認為有三顆候選行星圍繞這顆恆星運行，軌道周期分別為2、240和770天。在2020年8月發表的一篇論文報告了對240天和770天行星的確認，分別將它們命名為“b”和“c”。
2022年3月，作為CARMENES調查項目的一部分，天文學家使用西班牙卡拉阿托天文台獨立確認了軌道周期為770天行星的存在，他們將其命名為“b”。然而，他們沒有發現這顆恆星存在著軌道周期為240天的行星。NASA系外行星檔案館仍將已確認的軌道周期為770天行星稱為“c”。
| 成員 (依恆星距離) | 质量          | 半長軸 (AU) | 轨道周期 (天)     | 離心率    | 傾角 | 半径 |
| ----------------- | ------------- | ----------- | ----------------- | --------- | ---- | ---- |
| b                 | ≥0.21±0.02 MJ | 0.88±0.02   | 771.36+1.34 −1.23 | 0.46±0.04 | —    | —    |

## 外部連結
- ARICNS entry （页面存档备份，存于）
- luyten-1159-16 （页面存档备份，存于）
- Image luyten-1159-16 （页面存档备份，存于）
- GJ 83.1 （页面存档备份，存于）
- Image TZ Arietis